# Giacomo Leonardis
Giacomo Leonardis (noto anche con i nomi Jacopo/Jacobus/Jacopus e i cognomi Lenardi/Lenardis) (Palmanova, 9 marzo 1723 – Venezia, 6 marzo 1797) è stato un incisore italiano.

## Biografia

### Infanzia e studi
Giacomo Leonardis nacque il 9 marzo 1723 a Palmanova nella Repubblica di Venezia da Giovanni Battista e da Anna Frigali, rimanendo ben presto orfano. Fu così allevato dallo zio religioso. Fu lui ad inserirlo nella bottega del pittore e ritrattista Pietro Bainville (1664–1749). 
Nel 1741 si trasferì a Venezia dove studiò da Giambattista Tiepolo, qui ottenne un premio nell’anno d’istituzione dell’Accademia del Nudo all'Accademia di Belle Arti di Venezia.

### Il passaggio all'incisione
Nel 1945 passò all'incisione su rame, lavorando probabilmente nella bottega di Joseph Wagner, che dal 1739 si era trasferito a Venezia. Dal 1950 si mette in proprio, forse lavorando nella casa di Cannaregio. È di questo periodo l'incisione di Maria Crucifixa Satellico per l'opera di Giovanni Battista Scaramelli sulla biografia della monaca francescana
Oltre ad illustrare soprattutto edizioni di pregio, specialmente quelle di Antonio Zatta, ha inciso (e spesso pubblicato in proprio) diverse tavole di maestri italiani, tra cui Giambattista e Giandomenico Tiepolo, Giuseppe Crespi, Sebastiano e Marco Ricci, Pietro Tempesta Giulio Carpioni, Sebastiano Conca e Tintoretto così come illustrazioni derivate da disegni di Francesco Fontebasso, di Gaetano Zompini e Pietro Antonio Novelli. Il pregio di Leonardis consisteva nel preservare il carattere dell'artista di cui riproduceva le opere. Seppe anche pionieristicamente fondere assieme la tecnica dell'acquaforte con quella bulino.

## Principali edizioni illustrate
- Il Goffredo, ovvero Gerusalemme liberata di Torquato Tasso,  Venezia, Antonio Groppo, 1760-61 (20 tavole tratte da Bernardo Castello e l'antiporta su disegno di Pietro Antonio Novelli)
- Le rime del Petrarca brevemente esposte per Lodovico Castelvetro, Venezia, Antonio Zatta, 1756, II ed. (vignette finali sui disegni di G. Zompini e F. Fontebasso)
- La Divina Commedia di Dante Alighieri con varie annotazioni, e copiosi Rami adornata…, Venezia, Antonio Zatta, 1757-1758 (sette tavole incise nel Purgatorio, su disegni di G. Diziani, Michelangelo Schiavoni, F. Fontebasso)
- Ludovico Ariosto, Orlando furioso, Venezia, Antonio Zatta, 1772-73
- Memorie del barone di Trenck comandante de’ Panduri, scritte da lui medesimo, Amsterdam (ovvero Venezia, Marco Carnioni),1754
- Alberto Fortis, Viaggio in Dalmazia, Venezia, Alvise Milocco, 1774